# 潘瑟 (肯塔基州)
潘瑟（英語：Panther）是位於美國肯塔基州戴維斯縣的一個人口普查指定地區。

## 人口
根據2020年美國人口普查的數據，潘瑟的面積為2.07平方千米，當中陸地面積為2.05平方千米，而水域面積為0.02平方千米。當地共有人口144人，而人口密度為每平方千米69.57人。